# Granatnik Milkor MGL
Milkor MGL – południowoafrykański granatnik rewolwerowy. Używany przez armie ponad 30 państw.

## Historia
W 1979 roku dowództwo South African Defence Forces ogłosiło konkurs na wielostrzałowy granatnik. Miał on być uzbrojeniem należącego do drużyny piechoty grenadiera. W 1983 roku koncern Armscor (obecnie Milkor) przedstawił prototyp sześciostrzałowego granatnika rewolwerowego MGL-40. Jego konstrukcja była inspirowana eksportowanym między innymi do Afryki Południowej amerykańskim granatnikiem Hawk MM-1. W 1985 roku MGL-40 został jako Y2 wprowadzony do uzbrojenia SADF, a w 1986 roku zawarto pierwszy kontrakt eksportowy.
W 1996 roku powstała zmodernizowana wersja MGL Mk I. Zmiany konstrukcyjne miały zwiększyć niezawodność tej wersji. Wersja ta była szeroko eksportowana i poza RPA znalazła się na uzbrojeniu ponad 30 państw w tym Brazylii, Kolumbii, Meksyku, Peru i Szwecji. MGL Mk I był także produkowany w Chorwacji jako RBG-6. Produkowany jest również na licencji w Turcji jako MKEK T-40. Po wygaśnięciu patentów na oryginalny granatnik, własne wersje granatnika zaczęły być wytwarzane także przez firmy dawniej powiązane z Milkorem – Rippel Effect z RPA (dawniej Milkor Marketing) i AAMI-W z USA (która wykupiła oddział Milkor USA, a wcześniej była producentem tych granatników dla armii USA na zlecenie Milkora).
W 2004 roku pojawiły się nowe wersje MGL Mk-IS (MGL-105)i MGL Mk-IL (MGL-140). Miały one szkielety wykonane nie ze stopu lekkiego, ale ze stali, a różniły się od siebie długością komór bębna nabojowego. MGL Mk-IS miał komory długości 105 mm, podobnie jak wcześniejsze wersje granatnika MGL, i może wystrzeliwać naboje odłamkowe o typowej długości. MGL Mk-IL ma komory bębna o długości 140 mm i może dzięki temu wystrzeliwać także naboje o większej długości (oświetlające, dymne itp.). Obie wersje mają lufy otoczone zestawem szyn montażowych W październiku 2005 roku MGL-140 został przyjęty do uzbrojenia United States Marine Corps. Zamówiono 9000 granatników tego typu, wprowadzonych do uzbrojenia jako M32 MGL.

## Opis
Milkor MGL jest bronią półautomatyczną, rewolwerową. Głównym elementem broni jest stalowa rama, do której przymocowany jest bęben rewolwerowy. Wloty komór bębna są zakryte obracaną w prawą stronę pokrywą, do której przymocowany jest chwyt pistoletowy i mechanizm uderzeniowo-spustowy oraz kolba.
Bęben rewolwerowy mieści 6 naboi. Przed załadowaniem broni należy odchylić pokrywę bębna w prawą stronę (zatrzask blokujący pokrywę znajduje się pod lufą). Jeśli w komorach znajdują się łuski lub naboje, to po obróceniu pokrywy są one częściowo wysuwane przez gwiazdkowy wyciąg. Po ewentualnym usunięciu łusek należy obrócić bęben w lewo w celu napięcia sprężyny spiralnej obracającej bęben podczas strzelania, a następnie załadować naboje do bębna i obrócić pokrywę bębna w lewo.
MGL ma mechanizm spustowy z samonapinaniem i mechanizm uderzeniowy igliczny. Ściągnięcie dwuoporowego spustu powoduje napięcie sprężyny uderzeniowej, a następnie zwolnienie iglicy. Podczas strzału część gazów prochowych odprowadzona przez boczny otwór lufy zwalnia zatrzask bębna, a bęben pod wpływem sprężyny obraca się o 60°. Przed strzałami przypadkowymi chroni bezpiecznik nastawny, którego skrzydełka znajdują się po obu stronach broni nad chwytem pistoletowym.
MGL jest wyposażony w celownik kolimatorowy zamocowany nad bębnem. W wersjach MGL-105 i MGL-140 dodatkowe wyposażenie może być mocowane do czterech szyn montażowych znajdujących się naokoło lufy (do dolnej standardowo mocowany jest przedni chwyt). Kolba składana na wierzch broni, w wersjach MGL-105 i MGL-140 teleskopowa, o regulowanej długości.
W lipcu 2009 roku firma Rippel Effect (poprzednio Milkor Marketing) zaprezentowała granatnik XRGL40. Jest to wersja MGL-140 przystosowana do amunicji 40 × 46 mm i nowej o średniej prędkości wylotowej 40 × 51mm ERLP o zasięgu do 800 m. Broń posiada skomputeryzowany (z komputerem balistycznym) celownik GR40, wyposażony w dalmierz laserowy.